# Colonia Agrícola México
Colonia Agrícola México är en ort i Mexiko.   Den ligger i kommunen Angostura och delstaten Sinaloa, i den västra delen av landet, 1 100 km nordväst om huvudstaden Mexico City. Colonia Agrícola México ligger 25 meter över havet och antalet invånare är 2 692.
Terrängen runt Colonia Agrícola México är platt söderut, men norrut är den kuperad. Runt Colonia Agrícola México är det ganska glesbefolkat, med 26 invånare per kvadratkilometer. Närmaste större samhälle är La Reforma, 11,7 km väster om Colonia Agrícola México. Trakten runt Colonia Agrícola México består till största delen av jordbruksmark.